# Hojm-e Bala
Hojm-e Bala é uma cidade na província de Badaquexão, situada no nordeste do Afeganistão.